# Franz Stark
Franz Stark (ur. 7 października 1901 w Saint Louis, zm. 15 października 1982 w Diez) – SS-Hauptsturmführer, zbrodniarz nazistowski, dowódca Sonderkommando 1b.
Jedyny oficer Einsatzgruppen sądzony w RFN, który nie urodził się na terenie dawnych ziem niemieckich.

## Życiorys

### Młodość i walki we Freikorpsach
Urodzony w Saint Louis w Stanach Zjednoczonych, powrócił z matką do Niemiec w 1903 roku. Odebrany rodzicielce w 1906 roku z powodu przemocy domowej, trafił do rodziny zastępczej. Kształcił się na mechanika, lecz nigdy nie zdał egzaminu czeladniczego. W 1919 roku wstąpił do Freikorpsu Gerharda Roßbacha, a następnie do Freikorpsu Oberland, z którym pacyfikował bunty górników w Zagłębiu Ruhry, polskie powstania na Śląsku oraz uczestniczył w nieudanym puczu Kappa-Lüttwitza, po którym odszedł z formacji i udał się do Monachium.

### Kariera w NSDAP
Zwolennik NSDAP od 1920 roku, członek SA od 1921 roku. Uczestnik puczu monachijskiego w 1923 roku, odznaczony Orderem Krwi za walki uliczne przed 1933 rokiem. W okresie nielegalnego istnienia partii nazistowskiej działał jako jej kurier.
W 1933 roku został zatrudniony jako osobisty kamerdyner Reinharda Heydricha; w tym samym roku wstąpił do SS, zostając jednocześnie członkiem SD zatrudnionym jako urzędnik w wydziale „Południe”.

### Działalność na Białorusi
Od 1941 roku dowódca Sonderkommando 1b przekształconego po dwóch miesiącach działalności w urząd Komendanta SD i Policji Bezpieczeństwa „Weissruthenien” („Białoruś”) w Mińsku.
Działając na tamtejszym terenie, odznaczył się wyjątkowym okrucieństwem, m.in. strzelając na oślep do oczekujących na rozstrzelanie Żydów w Rakowie.
Jego działania skonfliktowały go z Wilhelmem Kube, ówczesnym cywilnym Komisarzem Okręgu Generalnego „Białoruś”, znanym z niechęci do eksterminacji ludności żydowskiej. Kulminacja konfliktu nastąpiła 1 marca 1942 roku, kiedy podczas likwidacji mińskiego getta Kube próbował bez skutku wyrwać bicz z ręki katującego mieszkańców Starka, gdyż uważał, że „nie używa się bicza wobec istot ludzkich”. Sytuacja ta została odebrana jako afront przez esesmana, który w ramach osobistej zemsty porwał i zamordował pracujących dla Kubego trzech żydowskich fryzjerów deportowanych z Wiednia, a następnie przyznał się do popełnionych zbrodni swojemu przełożonemu. Za ten czyn został w 1962 roku skazany przez sąd w Koblencji na dożywocie.

### Życie powojenne
Po zakończeniu wojny początkowo ukrywał się pod fałszywym nazwiskiem, jednak bardzo szybko wrócił do swojej prawdziwej tożsamości, przez co został internowany przez Amerykanów we wrześniu 1945 roku. Po zwolnieniu w 1948 roku pracował jako robotnik i kierowca.
Jak zauważa historyk Helmut Langerbein, od innych dowódców oddziałów egzekucyjnych odróżniało go wiele rzeczy, m.in. słabe wykształcenie, nietypowe pochodzenie czy zachowanie w sądzie, gdzie w porównaniu do innych, umniejszających swoją rolę w zbrodniach oficerów Stark „przyznał się do swoich zbrodni ze szczerą i bezwzględną otwartością”.